# Cristopher Medina
Cristopher Alejandro Medina García (Valparaíso, Chile; 13 de febrero de 2001) es un futbolista chileno. Juega de lateral derecho y su equipo actual es Universidad de Concepción de la Primera B de Chile.

## Trayectoria
Medina se formó en las inferiores del Everton de Viña del Mar, y en 2020 fue cedido a Unión La Calera de la Primera División. Debutó en primera el 6 de diciembre de 2020 ante su club, Everton.
Tras su regreso al club, firmó su primer contrato con Everton.

## Estadísticas
| Club                    | Div.          | Temporada     | Liga  | Liga  | Copas nacionales | Copas nacionales | Torneos internacionales | Torneos internacionales | Total | Total |
| Club                    | Div.          | Temporada     | Part. | Goles | Part.            | Goles            | Part.                   | Goles                   | Part. | Goles |
| ----------------------- | ------------- | ------------- | ----- | ----- | ---------------- | ---------------- | ----------------------- | ----------------------- | ----- | ----- |
| Unión La Calera · Chile | 1.ª           | 2020          | 3     | 0     | —                | —                | 0                       | 0                       | 3     | 0     |
| Unión La Calera · Chile | Total club    | Total club    | 3     | 0     | 0                | 0                | 0                       | 0                       | 3     | 0     |
| Everton · Chile         | 1.ª           | 2021          | 21    | 0     | 9                | 1                | —                       | —                       | 30    | 1     |
| Everton · Chile         | 1.ª           | 2022          | 26    | 0     | 2                | 0                | 8                       | 0                       | 36    | 0     |
| Everton · Chile         | 1.ª           | 2023          | 6     | 0     | —                | —                | —                       | —                       | 6     | 0     |
| Everton · Chile         | Total club    | Total club    | 53    | 0     | 11               | 1                | 8                       | 0                       | 72    | 1     |
| Ñublense · Chile        | 1ª            | 2024          | 0     | 0     | 0                | 0                | —                       | —                       | 0     | 0     |
| Ñublense · Chile        | Total club    | Total club    | 0     | 0     | 0                | 0                | 0                       | 0                       | 0     | 0     |
| Total carrera           | Total carrera | Total carrera | 56    | 0     | 11               | 1                | 8                       | 0                       | 75    | 1     |
| 1. 2. 3.                |               |               |       |       |                  |                  |                         |                         |       |       |